# Paravolvulus binaevulus
Paravolvulus binaevulus är en skalbaggsart som först beskrevs av Edmund Reitter 1887.  Paravolvulus binaevulus ingår i släktet Paravolvulus och familjen stumpbaggar. Inga underarter finns listade i Catalogue of Life.